# Centro Internacional de Estudios del Deporte
El Centro Internacional de Estudios del Deporte, conocido mayormente por las iniciales CIES (del Centre International d'Etude du Sport en francés), es una organización independiente de investigación y educación, ubicada en Neuchâtel, Suiza. Tiene un grupo de investigación llamado Observatorio del Fútbol CIES que se enfoca en estudios estadísticos relacionados con el fútbol.

## Origen
CIES fue creado en 1995 como una empresa conjunta entre la FIFA, la Universidad de Neuchâtel y la ciudad y el Estado de Neuchâtel.

## Investigaciones
El Observatorio de Fútbol CIES realiza investigaciones principalmente sobre los valores de transferencia y las cualidades de los futbolistas como también los perfiles de los equipos.

## FIFA Master
CIES organiza y ofrece un programa ejecutivo deportivo de posgrado de un año, avalado por la FIFA, que consta de tres módulos que se imparten en tres universidades de Europa y concluye con un proyecto final. La conclusión exitosa del programa otorga el título de FIFA Master en gestión, derecho y humanidades del deporte. Fue creado en el año 2000 para promover una cultura gerencial dentro de la industria deportiva, con el objetivo de desarrollar las habilidades de aspirantes a gerentes para que puedan enfrentar los complejos desafíos de esta industria.
Con alrededor de veinte nacionalidades representadas en clase cada año, el FIFA Master ofrece un entorno de aprendizaje internacional y dinámico, y se centra en tres campos de estudio principales e interconectados: gestión (SDA Bocconi), derecho (Neuchâtel) y ciencias humanas (De Montfort). Las fortalezas del FIFA Master en áreas clave como la empleabilidad de los graduados, redes de exalumnos, calidad de la enseñanza y atractivo internacional han llevado al programa a ser nombrado como el mejor curso de gestión deportiva de posgrado del mundo por SportBusiness International en sus rankings de 2014. Establecido en 2000, el FIFA Master ganó el premio global en la ceremonia de este año, habiendo sido previamente nombrado como el curso líder en Europa por los mismos rankings desde 2012 hasta 2015. Más de 500 cursos internacionales de gestión deportiva y exalumnos enviaron datos para el proceso de rankings de 2014.
El Máster ofrece a los estudiantes la oportunidad de reunirse con los principales gerentes internacionales del mundo del deporte (por ejemplo, clubes, federaciones, asociaciones, etcétera) y de formar parte de una red de contactos altamente relevantes. Los graduados del curso se convierten en miembros de la FMA (Asociación de Exalumnos del FIFA Master), a modo de garantizar la mantención  del contacto con actores importantes en el deporte.

### De Montfort University
Humanidades del Deporte: El primer trimestre se imparte en el Centro Internacional para la Historia y Cultura del Deporte (ICSHC) en la De Montfort University, Leicester, Inglaterra. El ICSHC se estableció en 1996 y hoy en día es reconocido como el principal centro para el estudio de la historia del deporte en el mundo. Los módulos de humanidades del deporte abordan el nacimiento del deporte moderno, la profesionalización y la internacionalización del deporte, y la ética deportiva.

### SDA Bocconi
Gestión Deportiva: El segundo trimestre se imparte en la Escuela de Administración SDA Bocconi, Milán, Italia, una de las escuelas de negocios más prestigiosas de Europa. Este trimestre aborda el área de gestión deportiva y cubre temas como finanzas, marketing, organización y gobernanza, estrategia, planificación empresarial y gestión de eventos, aplicados al contexto del deporte.

### Universidad de Neuchâtel
Derecho deportivo: el tercer y último trimestre se imparte en la Universidad de Neuchâtel, cuya Facultad de Derecho es una de las mejores facultades de derecho en Suiza. Este trimestre aborda el área de derecho deportivo y cubre temas como los aspectos legales del sector privado del deporte, el estatus legal del deportista, los aspectos legales del deporte y la salud, el negocio del deporte y el derecho, y los métodos de resolución de disputas.

### Proyecto final
El proyecto final del FIFA Master en gestión, derecho y humanidades del deporte permite a los posgraduados realizar una investigación original en equipos, aplicando conocimientos interdisciplinarios a problemas del deporte global. Los trabajos, presentados ante expertos en Neuchâtel, han sido implementados por organizaciones deportivas o exalumnos. La evaluación del programa incluye exámenes, trabajos de investigación y evaluaciones grupales, organizadas por las tres universidades asociadas.

### Patrocinadores del curso
Cada año, el curso del FIFA Master cuenta con el apoyo de un patrocinador de renombre mundial que ha hecho una contribución profunda al deporte.
| Año        | Edición      | Patrocinador(a)                        |
| ---------- | ------------ | -------------------------------------- |
| 2000-2001  | 1.ª edición  | Abedi Pele                             |
| 2001-2002  | 2.ª edición  | Anita DeFrantz                         |
| 2002-2003  | 3.ª edición  | Michel Platini                         |
| 2003-2004  | 4.ª edición  | Sergey Bubka                           |
| 2004-2005  | 5.ª edición  | Alexander Popov                        |
| 2005-2006  | 6.ª edición  | Bobby Charlton                         |
| 2006-2007  | 7.ª edición  | Sebastian Coe                          |
| 2007-2008  | 8.ª edición  | Joseph Blatter                         |
| 2008-2009  | 9.ª edición  | Nawal El Moutawakel                    |
| 2009- 2010 | 10.ª edición | George Weah                            |
| 2010-2011  | 11.ª edición | Jérôme Valcke                          |
| 2011-2012  | 12.ª edición | Jonathan Edwards                       |
| 2012-2013  | 13.ª edición | Steffi Jones                           |
| 2013-2014  | 14.ª edición | Christian Karembeu                     |
| 2014-2015  | 15.ª edición | Jean-Christophe Rolland                |
| 2015-2016  | 16.ª edición | Fatma Samoura                          |
| 2016-2017  | 17.ª edición | Zvonimir Boban                         |
| 2017-2018  | 18.ª edición | Francois Pienaar                       |
| 2018-2019  | 19.ª edición | Leonardo Araújo                        |
| 2019-2020  | 20.ª edición | Arsène Wenger                          |
| 2020-2021  | 21.ª edición | Fatma Samoura                          |
| 2021-2022  | 22.ª edición | Emma Twigg (alumna de la 15.ª edición) |
| 2022-2023  | 23.ª edición | Gilberto Silva                         |